# EVERYBODY GOES
『EVERYBODY GOES』（エブリバディー・ゴーズ）は、相川七瀬28枚目のシングル。2006年2月15日発売。

## 解説
9枚目のアルバム『R.U.O.K?!』からリカットシングル。テレビ東京系特撮ドラマ『魔弾戦記リュウケンドー』エンディングテーマ。初回盤にはミュージック・ビデオとインタビュー映像収録DVD同梱。

## 収録曲
作詞：相川七瀬　作曲：有原雅人　編曲：岡野ハジメ・D.I.E.
1. EVERYBODY GOES
2. EVERYBODY GOES (english ver.)
3. EVERYBODY GOES (inst.)

### DVD（初回限定盤のみ）
1. EVERYBODY GOES (MUSIC CLIP)
2. SPECIAL INTERVIEW